# BQ de l'Octant
BQ de l'Octant (BQ Octantis) és una variable irregular de llarg període a la constel·lació de l'Octant. És una gegant vermella amb una magnitud aparent de 6.82.